# میخا لوکار
میخا لوکار (انگلیسی: Miha Lokar؛ زادهٔ ۱۰ سپتامبر ۱۹۳۵) بازیکن بسکتبال اهل یوگسلاوی بود.
وی در مسابقات کشوری و بین‌المللی در مجموع برندهٔ ۱ مدال نقره شده‌است.